# Memento mori
Memento mori (или „сети се смрти“) је латинска изрека која има следећа тумачења:
- Сети се да си смртан.[1]
- Сети се да ћеш умрети.[2]
- Сети се своје смрти.

Њен циљ је да опомиње људе да су смртна бића и да ће умрети једнога дана, тако да треба да живе живот најбоље што могу. Фраза Memento mori се често повезује са Carpe Diem. Први пут се употребљава 1598. године.
Честа је тема уметничких дела.